# واک د مون
واک د مون یا پیاده‌روی ماه (به انگلیسی: WALK THE MOON) یک گروه موسیقی ایندی راک پسرانه آمریکایی است که در سال ۲۰۰۸ میلادی شروع به کار کرد.
این گروه با انتشار ترانهٔ «خفه شو و برقص» (Shut Up and Dance) از آلبوم حرف زدن سخت است (Talking Is Hard) به شهرت رسید.